# Mezilesí (kraj hradecki)
Mezilesí – gmina w Czechach, w powiecie Náchod, w kraju hradeckim. Według danych z dnia 1 stycznia 2014 liczyła 211 mieszkańców.